# Чемпионат мира по конькобежному спорту на отдельных дистанциях 2020 — командный спринт (мужчины)
Соревнования в в командном спринте среди мужчин на чемпионате мира по конькобежному спорту на отдельных дистанциях 2020 года прошли 13 февраля на катке «Олимпийский овал Юты» в Солт-Лейк-Сити, США. Участие приняли 8 команд.

## Результаты
| Место | Пара | Страна                                                         | Время           | Отставание      |
| ----- | ---- | -------------------------------------------------------------- | --------------- | --------------- |
| 1     | 4    | Нидерланды · Дай Дай Нтаб · Кай Вербей · Томас Крол            | 1:18,18         | CR              |
| 2     | 1    | Китай · Гао Тинъюй · Ван Шивэй · Нин Чжунянь                   | 1:18,53         | +0,34           |
| 3     | 2    | Норвегия · Бьёрн Магнуссен · Ховар Лорентсен · Один Бю Фарстад | 1:19,54         | +1,35           |
| 4     | 1    | Япония · Юма Мураками · Ямато Мацуи · Масая Ямада              | 1:19,59         | +1,40           |
| 5     | 4    | Швейцария · Оливер Гроб · Кристиан Обербихлер · Ливио Венгер   | 1:20,03         | +1,84           |
| 6     | 3    | Казахстан · Артур Галиев · Станислав Палкин · Александр Кленко | 1:20,39         | +2,21           |
| —     | 2    | Россия · Руслан Мурашов · Виктор Муштаков · Павел Кулижников   | Не финишировали | Не финишировали |
| —     | 3    | Канада · Гилмор Джунио · Лоран Дюбрёй · Антуан Желина-Больё    | Дисквалификация | Дисквалификация |